# Benjamin Tatar
Benjamin Tatar (Sarajevo, 18 de mayo de 1994) es un futbolista bosnio que juega en la demarcación de delantero para el FK Sloga Doboj de la Liga Premier de Bosnia y Herzegovina.

## Selección nacional
Hizo su debut con la selección de fútbol de Bosnia y Herzegovina el 11 de octubre de 2020. Lo hizo en un partido de la Liga de Naciones de la UEFA contra Países Bajos que finalizó con un resultado de empate a cero.

## Clubes
| Club                   | País                 | Año       | Partidos | Goles |
| ---------------------- | -------------------- | --------- | -------- | ----- |
| FK Radnik Hadžići      | Bosnia y Herzegovina | 2011-2012 | 25       | 6     |
| NK Novigrad            | Croacia              | 2012-2014 | 49       | 9     |
| HNK Cibalia            | Croacia              | 2014      | 0        | 0     |
| NK Novigrad            | Croacia              | 2014-2016 | 45       | 17    |
| HNK Gorica             | Croacia              | 2016-2017 | 46       | 20    |
| NK Slaven Belupo       | Croacia              | 2017-2018 | 13       | 0     |
| FK Sarajevo            | Bosnia y Herzegovina | 2018-2021 | 72       | 30    |
| Abha Club              | Arabia Saudita       | 2021      | 10       | 1     |
| Qadsia S. C.           | Kuwait               | 2021-2022 | 13       | 4     |
| FK Borac Banja Luka    | Bosnia y Herzegovina | 2022-2023 | 31       | 3     |
| FC Okzhetpes Kokshetau | Kazajistán           | 2023      | 5        | 0     |
| IF Gnistan             | Finlandia            | 2024      | 29       | 5     |
| FK Sloga Doboj         | Bosnia y Herzegovina | 2025-     | 4        | 0     |

## Palmarés

### Campeonatos nacionales
| Título                               | Club        | País                 | Año  |
| ------------------------------------ | ----------- | -------------------- | ---- |
| Liga Premier de Bosnia y Herzegovina | FK Sarajevo | Bosnia y Herzegovina | 2019 |
| Copa de Bosnia y Herzegovina         | FK Sarajevo | Bosnia y Herzegovina | 2019 |
| Liga Premier de Bosnia y Herzegovina | FK Sarajevo | Bosnia y Herzegovina | 2020 |